# Patinação de velocidade nos Jogos Pan-Americanos de 2015 - 500 m feminino
A competição 500 m feminino da patinação de velocidade sobre rodas nos Jogos Pan-Americanos de 2015 foi disputada por dez patinadoras na escola  católica São João Paulo II em Toronto no dia 13 de julho. 

## Calendário
Horário local (UTC-4).
| Data        | Horário | Fase      |
| ----------- | ------- | --------- |
| 13 de julho | 9:50    | Semifinal |
| 13 de julho | 10:38   | Final     |

## Medalhistas
| Ouro   | COL Hellen Montoya |
| Prata  | USA Erin Jackson   |
| Bronze | ECU Ingrid Factos  |

## Resultados

### Semifinal - bateria 1
| Pos. | Patinador               | Nacionalidade      | Tempo  | Notas |
| ---- | ----------------------- | ------------------ | ------ | ----- |
| 1    | Hellen Montoya          | COL Colômbia       | 43.506 | Q     |
| 2    | Erin Jackson            | USA Estados Unidos | 43.597 | Q     |
| 3    | Rocio Berbel Alt        | ARG Argentina      | 43.666 |       |
| 4    | Dalia Soberanis Marenco | GUA Guatemala      | 44.079 |       |
| 5    | Jennifer Monterrey      | CRC Costa Rica     | 44.664 |       |

### Semifinal - bateria 2
| Pos. | Patinador             | Nacionalidade | Tempo  | Notas |
| ---- | --------------------- | ------------- | ------ | ----- |
| 1    | Ingrid Factos         | ECU Equador   | 42.695 | Q     |
| 2    | Veronica Elias        | MEX México    | 42.740 | Q     |
| 3    | María José Moya       | CHI Chile     | 42.748 |       |
| 4    | Yarubi Bandres Garcia | VEN Venezuela | 42.877 |       |
| 5    | Valérie Maltais       | CAN Canadá    | 43.420 |       |

### Final
| Pos.              | Patinador      | Nacionalidade      | Tempo  | Notas |
| ----------------- | -------------- | ------------------ | ------ | ----- |
| Medalha de ouro   | Hellen Montoya | COL Colômbia       | 43.370 |       |
| Medalha de prata  | Erin Jackson   | USA Estados Unidos | 43.714 |       |
| Medalha de bronze | Ingrid Factos  | ECU Equador        | 43.875 |       |
| 4                 | Veronica Elias | MEX México         | 43.940 |       |